# Trullo
Een trullo (meervoud trulli) is een bouwwerk dat typisch is voor de streek tussen de Zuid-Italiaanse steden Bari, Brindisi en Tarente in de regio Apulië. De meeste trulli staan in het Valle d'Itria, en dan met name in het dorp Alberobello.
Kenmerkend voor de trullo is het kegelvormige dak, soms versierd met primitieve, christelijke of magische symbolen. Bij de bouw van de kalkstenen huizen wordt geen gebruik gemaakt van cement.

## Geschiedenis
De trullo is rond het jaar 1500 ontstaan. Verhaal gaat dat de bewoners van de trulli de huizen zonder cement bouwden, omdat deze dan ook snel weer afgebroken konden worden. Dat was handig, omdat er dan minder belasting betaald hoefde te worden.
Heden ten dage zijn de meeste trulli opgeknapt en extra verstevigd.

## Vindplaats
Alberobello is de onbetwiste trullihoofdstad (40° 46′ 55″ NB, 17° 14′ 13″ OL). In deze plaats zijn ruim duizend trulli te vinden. Alberobello is dan ook opgenomen in de Werelderfgoedlijst van de UNESCO. De kerk Sant'Antonio is ook in trullistijl gebouwd.
In de plaatsen Locorotondo, Martina Franca, Cisternino, Ostuni en Ceglie Messapica zijn ook veel trulli te vinden. Varianten van de trulli zijn te vinden in het zuiden van Apulië, in de Salento (provincie Lecce).